# Albanski nogometni savez
Albanski nogometni savez (albanski: Federata Shqiptare e Futbollit, FSHF) krovna je nogometna organizacija u Albaniji. Njegove su djelatnosti organizacija lokalnih natjecanja u Albaniji, kao i upravljanje reprezentacijama koje predstavljaju Albaniju u međunarodnim natjecanjima.

## Povijest
Savez je osnovan 6. lipnja 1930. Član je FIFA-e od 12. lipnja 1932., a UEFA-e od njenog osnutka 1954.
Dana 14. ožujka 2008. FIFA je suspendirala savez zbog uplitanja politike u njegov rad jer su prethodno državne vlasti zatražile od saveza dio prihoda od televizijskih prava. Suspenzija je značila za reprezentacije nemogućnost odigravanja službenih utakmica, za vodstvo zabranu dolaska na službene događaje u organizaciji FIFA-e, a za suce nemogućnost suđenja u utakmicama pod nadzorom FIFA-e. Ipak, kad je sporna politička odluka opozvana, ukinuta je i suspenzija, pa je već 27. svibnja iste godine Albanija odigrala prijateljsku utakmicu s Poljskom.
Nova nesuglasica saveza s državnom vlasti nastala je 2009. zbog pitanja vlasništva nad stadionom „Qemal Stafa” u Tirani. UEFA je zahtijevala da se vlasništvo prepusti nogometnom savezu radi ulaganja u uređenje stadiona. U veljači 2011. odlučeno je da će se na mjestu tog stadiona izgraditi novi, koji će stajati 60 milijuna eura, a koji će, što se tiče vlasničke strukture, biti 75% u vlasništvu nogometnog saveza i 25% u vlasništvu vlade.

## Vanjske poveznice
- Službene stranice (alb.) (engl.)
- Albanija  Arhivirana inačica izvorne stranice od 17. lipnja 2018. (Wayback Machine) na stranicama FIFA-e
- Albanija na stranicama UEFA-e